# Zoë Zuidberg
Zoë Zuidberg (29 maart 2007) is een Nederlands voetbalster die uitkomt voor PEC Zwolle in de Eredivisie.

## Carrière
Zuidberg begon op zesjarige leeftijd met voetballen bij VV Berkum. Vanaf haar 13e tot 16e speelde ze afwisselend in het jeugdelftal van PEC Zwolle en VV Berkum. In de zomer van 2022 maakte ze definitief de overstap naar de Zwollenaren. Vanaf het seizoen 2023/24 zit ze definitief bij de eerste selectie van PEC Zwolle. Haar debuut maakte ze op 8 september 2023 in de wedstrijd tegen Fortuna Sittard.
Op 7 februari 2024 tekende Zuidberg haar eerste profcontract bij PEC Zwolle. Ze zette haar handtekening onder een driejarig contract bij de Zwollenaren.

### Carrièrestatistieken
| Seizoen                         | Club            | Land            | Competitie         | Competitie | Competitie | Beker | Beker | Internationaal | Internationaal | Overig | Overig | Totaal | Totaal |
| Seizoen                         | Club            | Land            | Competitie         | Wed.       | Dlp.       | Wed.  | Dlp.  | Wed.           | Dlp.           | Wed.   | Dlp.   | Wed.   | Dlp.   |
| ------------------------------- | --------------- | --------------- | ------------------ | ---------- | ---------- | ----- | ----- | -------------- | -------------- | ------ | ------ | ------ | ------ |
| 2023/24                         | PEC Zwolle      | Nederland       | Vrouwen Eredivisie | 20         | 7          | 1     | 0     | –              | –              | –      | –      | 21     | 7      |
| 2024/25                         | PEC Zwolle      | Nederland       | Vrouwen Eredivisie | 10         | 2          | 0     | 0     | –              | –              | 0      | 0      | 10     | 2      |
| Carrière totaal                 | Carrière totaal | Carrière totaal | Carrière totaal    | 30         | 9          | 1     | 0     | 0              | 0              | 0      | 0      | 31     | 9      |
| Bijgewerkt tot 22 december 2024 |                 |                 |                    |            |            |       |       |                |                |        |        |        |        |

## Interlandcarrière

### Nederland onder 17
Op 25 februari 2023 debuteerde Zuidberg bij het Nederland –17 in een vriendschappelijke wedstrijd tegen Denemarken –17 (4–1).
| Interlands van Zoë Zuidberg     | Interlands van Zoë Zuidberg     | Interlands van Zoë Zuidberg     | Interlands van Zoë Zuidberg     | Interlands van Zoë Zuidberg     | Interlands van Zoë Zuidberg     |
| №                               | Datum                           | Wedstrijd                       | Uitslag                         | Soort wedstrijd                 | Doelpunten                      |
| Als speelster bij SV Hatto Heim | Als speelster bij SV Hatto Heim | Als speelster bij SV Hatto Heim | Als speelster bij SV Hatto Heim | Als speelster bij SV Hatto Heim | Als speelster bij SV Hatto Heim |
| ------------------------------- | ------------------------------- | ------------------------------- | ------------------------------- | ------------------------------- | ------------------------------- |
| 1.                              | 25 februari 2023                | Nederland – Denemarken          | 1 – 1                           | Vriendschappelijk               | 0                               |
| 2.                              | 28 februari 2023                | Nederland – Denemarken          | 2 – 0                           | Vriendschappelijk               | 0                               |
| 3.                              | 8 maart 2023                    | Nederland – Wales               | 4 – 0                           | Kwalificatie EK–17 2023         | 0                               |
| 4.                              | 11 maart 2023                   | Nederland – Zweden              | 0 – 1                           | Kwalificatie EK–17 2023         | 0                               |
| 5.                              | 14 maart 2023                   | Finland – Nederland             | 2 – 3                           | Kwalificatie EK–17 2023         | 1                               |

### Nederland onder 16
Op 1 februari 2023 debuteerde Zuidberg bij het Nederland –16 in een vriendschappelijke wedstrijd tegen Italië –16 (1–2).
| Interlands van Zoë Zuidberg     | Interlands van Zoë Zuidberg     | Interlands van Zoë Zuidberg     | Interlands van Zoë Zuidberg     | Interlands van Zoë Zuidberg     | Interlands van Zoë Zuidberg     |
| №                               | Datum                           | Wedstrijd                       | Uitslag                         | Soort wedstrijd                 | Doelpunten                      |
| Als speelster bij SV Hatto Heim | Als speelster bij SV Hatto Heim | Als speelster bij SV Hatto Heim | Als speelster bij SV Hatto Heim | Als speelster bij SV Hatto Heim | Als speelster bij SV Hatto Heim |
| ------------------------------- | ------------------------------- | ------------------------------- | ------------------------------- | ------------------------------- | ------------------------------- |
| 1.                              | 1 februari 2023                 | Nederland – Italië              | 1 – 2                           | Vriendschappelijk               | 0                               |
| 2.                              | 3 februari 2023                 | Duitsland – Engeland            | 2 – 1                           | Vriendschappelijk               | 1                               |
| 3.                              | 6 februari 2023                 | Duitsland – Nederland           | 4 – 1                           | Vriendschappelijk               | 0                               |
| 4.                              | 6 juli 2023                     | Nederland – IJsland             | 1 – 0                           | Vriendschappelijk               | 1                               |
| 5.                              | 9 juli 2023                     | Duitsland – Zweden              | 3 – 2                           | Vriendschappelijk               | 2                               |
| 6.                              | 12 juli 2023                    | Duitsland – Noorwegen           | 1 – 2                           | Vriendschappelijk               | 1                               |

### Nederland onder 15
Op 18 mei 2022 debuteerde Zuidberg bij het Nederland –15 in een vriendschappelijke wedstrijd tegen België –15 (4–0).
| Interlands van Zoë Zuidberg | Interlands van Zoë Zuidberg | Interlands van Zoë Zuidberg | Interlands van Zoë Zuidberg | Interlands van Zoë Zuidberg | Interlands van Zoë Zuidberg |
| №                           | Datum                       | Wedstrijd                   | Uitslag                     | Soort wedstrijd             | Doelpunten                  |
| Als speelster bij VV Hattem | Als speelster bij VV Hattem | Als speelster bij VV Hattem | Als speelster bij VV Hattem | Als speelster bij VV Hattem | Als speelster bij VV Hattem |
| --------------------------- | --------------------------- | --------------------------- | --------------------------- | --------------------------- | --------------------------- |
| 1.                          | 18 mei 2022                 | Nederland – België          | 4 – 0                       | Vriendschappelijk           | 0                           |
| 2.                          | 20 mei 2022                 | België – Nederland          | 0 – 0                       | Vriendschappelijk           | 0                           |